# Клинково (Ленинградская область)
Клинково — деревня в Будогощском городском поселении Киришского района Ленинградской области.

## История
Деревня Клинково упоминается на карте Новгородского наместничества 1792 года А. М. Вильбрехта.
Село Клинково, состоящее из 30 крестьянских дворов и церкви, обозначено на специальной карте западной части России Ф. Ф. Шуберта 1844 года.

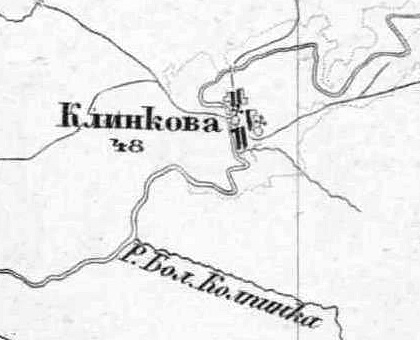
Деревня Клинково на карте Ф. Ф. Шуберта 1872 года

Согласно карте Ф. Ф. Шуберта 1872 года деревня называлась Клинкова и насчитывала 48 крестьянских дворов. В деревне располагались две церкви.

КЛИНКОВО — село Клинковского сельского общества, при реке Шарье.
 
Дворов крестьянских — 76, в том числе бобыльских — 20. Строений — 229, в том числе жилых — 97. Школа, 3 мелочных лавки, питейный дом. 

Число жителей по семейным спискам 1879 г.: 167 м. п., 204 ж. п.; по приходским сведениям 1879 г.: 164 м. п., 210 ж. п.

Сборник Центрального статистического комитета описывал его так:

КЛИНКОВО — село бывшее государственное, дворов — 73, жителей — 355; церковь православная, школа, две лавки. (1885 год)

В конце XIX века село административно относилась к Грузинской волости 1-го стана, в начале XX века — Грузинской волости 2-го стана 2-го земского участка Новгородского уезда Новгородской губернии.

КЛИНКОВО — село Клинковского общества, дворов — 80, жилых домов — 118, число жителей: 267 м. п., 274 ж. п. 

Занятия жителей — земледелие, лесные заработки. Река Шарья. Две церкви, школа, три мелочные лавки, водяная мельница. (1907 год)

Согласно карте Петроградской и Новгородской губерний 1915 года деревня называлась Клинкова и насчитывала 48 дворов. В деревне находились две церкви.
С 1917 по 1927 год деревня Клинково входила в состав Оскуйской волости Новгородского уезда Новгородской губернии.
С 1927 года в составе Клинковского сельсовета Будогощенского района.
С 1932 года в составе Киришского района.

Деревня Клинково на карте 1932 года

Согласно карте Ленинградской области Северо-западного аэрогеодезического треста ГГУ издания 1932 года деревня насчитывала 45 крестьянских дворов. В деревне находилась мукомольная водяная мельница.
По данным 1933 года деревня Клинково входила в состав Клинковского сельсовета Киришского района.
В 1939 году население деревни Клинково составляло 458 человек. Согласно переписи населения СССР 1939 года население деревни  Клинково составляли 161 мужчина и 182 женщины, всего 343 человека. Ещё 12 человек были перевезены в деревню  Клинково вместе с хутором Андреева, 30 человек — вместе в Красной деревней и 75 человек вместе с хутором Колпино. Всего 458 жителей.
В 1960 году население деревни Клинково составляло 94 человека.
С 1963 года в составе Волховского района.
С 1965 года вновь в составе Киришского района.
По данным 1966 года деревня Клинково также входила в состав Клинковского сельсовета.
По данным 1973 и 1990 годов деревня Клинково входила в состав Будогощского сельсовета.
В 1997 году в деревне Клинково Будогощской волости проживали 35 человек, в 2002 году — 46 (русские — 94 %).
В 2007 году в деревне Клинково Будогощского ГП проживали 26 человек, в 2010 году — 53.

## География
Деревня расположена в юго-восточной части района на автодороге 41К-548 (Будогощь — Клинково).
Расстояние до административного центра поселения — 15 км.
Расстояние до ближайшей железнодорожной станции Будогощь — 14 км.
Деревня находится на левом берегу реки Шарья, к югу от деревни протекает ручей Мулевик.

## Демография
| 1879 | 1885 | 1907 | 1939 | 1960 | 1997 | 2002 |
| ---- | ---- | ---- | ---- | ---- | ---- | ---- |
| 371  | ↘355 | ↗541 | ↘458 | ↘94  | ↘35  | ↗46  |
| 2007 | 2010 | 2017 |      |      |      |      |
| ↘26  | ↗53  | ↘27  |      |      |      |      |

### Национальный состав
Согласно данным Всероссийской переписи населения 2021 года в деревне проживали 10 человек, все русские.

## Улицы
Дачная, Речная, Центральная.